# Golf von Malia
Der Golf von Malia (griechisch Μαλιακός κόλπος, Maliakos Kolpos, lateinisch Sinus Maliacus, auch Malischer Golf, Maliakos-Bucht oder Golf von Maliakos) ist eine Bucht in Mittelgriechenland am Ägäischen Meer. 

## Geographie und Hydrographie
Vor der Bucht befindet sich die vorgelagerte Insel Euböa. Außer dem zentralen Mündungsgebiet des Spercheios befinden sich die Zuflüsse vieler kleinerer Flüsse Mittelgriechenlands an der Bucht. Im Süden grenzt das Kallidromos-Gebirge, die historischen Landschaften Lokris und Malis, die Trachinischen Felsen und die Thermopylen an die Bucht. Im Norden in Thessalien befindet sich die ebenfalls gebirgige Achaia phthiotis, die früher von griechischen Achäern bewohnt war.